# Ophiomyia pulicaria
Ophiomyia pulicaria är en tvåvingeart som först beskrevs av Johann Wilhelm Meigen 1830.  Ophiomyia pulicaria ingår i släktet Ophiomyia och familjen minerarflugor. Arten är reproducerande i Sverige. Inga underarter finns listade i Catalogue of Life.